# Stjärnmotor

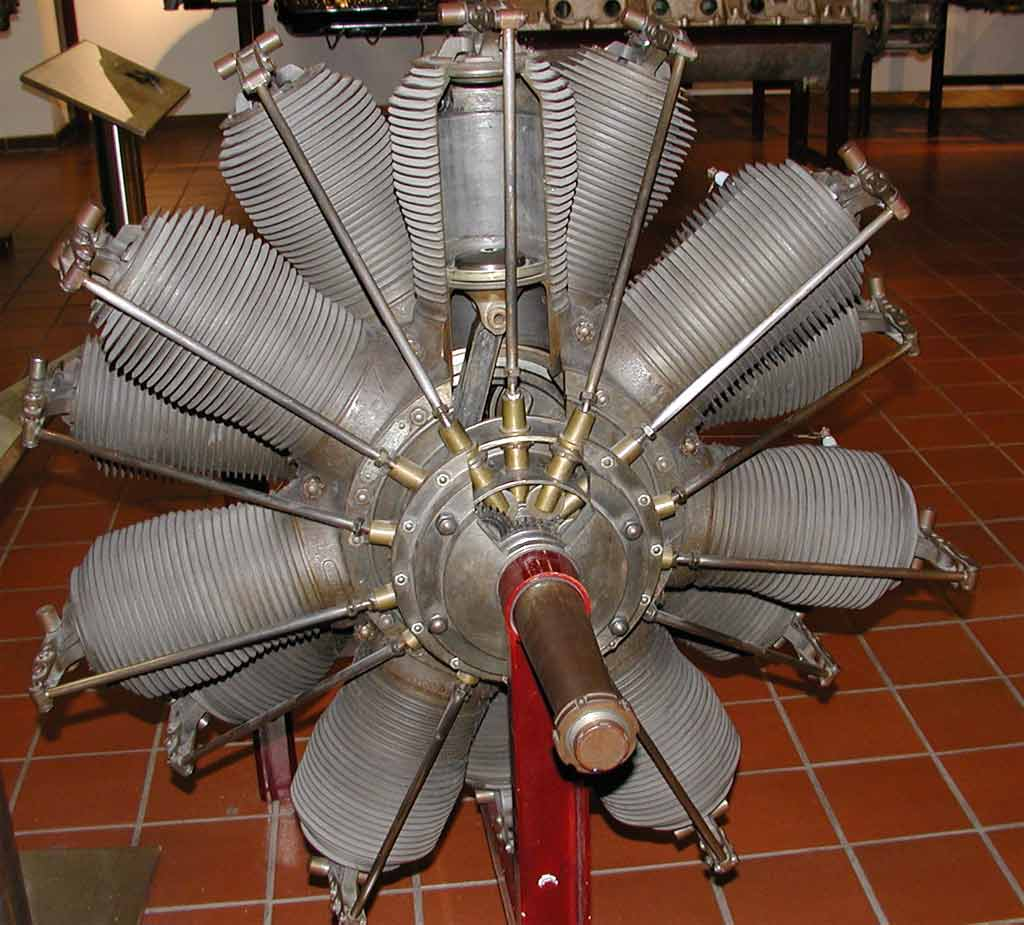
Stjärnmotor med två kransar om sju cylindrar var.

Stjärnmotorns funktion. Tändordningen följer vevaxelns rörelse, men varannan cylinder hoppas hela tiden över.

Stjärnmotor är en motor där cylindrarna är radiellt ordnade i en cirkel och vevstakarna driver en central vevaxel. 
Stjärnmotorn ger ett större luftmotstånd än en rak eller V-formad motor, men erhåller betydligt bättre kylning av cylindrarna eftersom kylluften fördelar sig jämnt över hela motorn.

## Historia
År 1927 konstruerade Pratt & Whitney en 425 hk luftkyld stjärnmotor som fick namnet Wasp (geting). Den var försedd med cylindertoppar av aluminium. Motorn utvecklades senare med ytterligare en krans cylindrar på samma axel, som var förskjutet placerade mot första kransen för att kylluften skulle kunna nå även den inre cylinderraden. Denna motor användes i många flygplanstyper under andra världskriget då benämnd Twin Wasp. I Sverige "piratkopierade" Svenska Flygmotor AB motorn för att förse Flygvapnet och SAAB med motorer. Tillstånd och licenser anskaffades i efterhand efter kriget.
År 1948 kulminerade utvecklingen med Wasp Major en 28-cylindrig motor med fyra kransar stjärnställda cylindrar som gav 3 500 hk. Efter 1950-talet har ingen större forskning eller utveckling skett eftersom jetmotorn tagit över marknaden för större motorer.

## Antal cylindrar och tändföljd
Fyrtaktsmotorer i stjärnutförande har nästan alltid ett udda antal cylindrar i en krans – oftast fem, sju eller nio. Det finns två egenskaper som tillsammans leder till detta.
1: I en stjärnmotors cylinderkrans angriper alla cylindrarna vevaxeln på samma ställe eftersom de är placerade i samma plan runt axeln. Här finns inte utrymme att ge varje cylinders vevstake ett eget fäste i en egen vinkel på vevaxeln. Alla cylindrarna måste därför delta i en unison vevrörelse, vilket framgår av animationen till höger. Cylindrarnas inbördes faslägen blir därmed obevekligt kopplat till deras fysiska placering. I en rak motor, boxermotor eller v-motor kan varje cylinder verka på en egen del av vevaxeln och får därmed en egen vevvinkel, ett eget fasläge, som konstruktören kan välja fritt genom vevaxelns form. Boxer- och v-motorns cylinderrader är oftast förskjutna så att motstående cylindrar inte ska hamna precis mitt för varandra.
2: I en fyrtaktsmotor måste vevaxeln alltid rotera två hela varv innan en cylinder som tänt kan tända igen. Om alla cylindrar i en stjärna skulle tända i tur och ordning under första varvet, skulle allihopa vara i utblås- eller insugsfas under andra varvet och motorn skulle i så fall gå hemskt ojämnt. Cylindrarnas tändningar ska alltså fördelas jämnt på två varv, inte på ett. Därför låter man bara varannan cylinder tända. Om antalet cylindrar är udda kommer de som hoppades över i första varvet att stå i tur i andra varvet med en jämn gång som följd. Men med ett jämnt antal cylindrar skulle turen aldrig komma till de överhoppade, och man skulle få en mycket ojämn gång.
Om man vill konstruera en tvåcylindrig stjärnmotor borde bägge cylindrarna befinna sig på samma ställe. Den ena borde tända under första varvet och den andra under andra varvet. Harley-Davidsons klassiska V-twin-motorer med två cylindrar placerade som ett V i 45 graders vinkel är i princip en sådan stjärnmotor. Vevstakarna angriper vevaxeln på samma ställe och cylindrarna är placerade så nära varandra som möjligt för att ojämnheten i tändningsföljden inte ska bli för stor. Den ojämnhet som ändå finns bidrar till V-twin-motorns speciella motorljud. Många skulle kalla en sådan motor för en v-motor därför att cylindrarna inte ser ut att vara symmetriskt utplacerade. Men om man betänker att arbetscykeln är två varv, sitter de ändå så symmetriskt som är praktiskt möjligt. Endast stjärnmotorer med udda antal cylindrar i en krans kan göras helt symmetriska.
En tvåtaktsmotor har en arbetscykel på bara ett varv. Därför kan en tvåtakts stjärnmotor lika gärna ha ett jämnt som ett udda antal cylindrar. Cylindrarna tänder då i tur och ordning utefter varvet utan att någon cylinder hoppas över.

## Kamaxeln
I en fyrtakts stjärnmotor med en cylinderkrans befinner sig kamaxeln liksom en rörhylsa utanpå vevaxeln. Kamaxeln roterar med halva vevaxelvarvtalet och har endast två kamnockar som betjänar ventilerna i alla cylindrar.